# Mish Mash
Mish Mash est un album de bande dessinée de Blutch édité en 2002 par Cornélius. Il reprend seize récits courts publiés par l'auteur entre 1992 et 2002 dans diverses revues et restés inédits en album. Permettant d'apprécier les travaux des  quinze premières années de l'auteur, « toutes les facettes du formidable talent de Blutch » s'y déploient.

## Publications en français

### Albums
- Cornélius, coll. « Solange », 2002

### Documentation
- Thierry Groensteen, « Blutch en court et en long », dans 9e Art n°8, Centre national de la bande dessinée et de l'image, janvier 2003, pp. 133
- Olivier Maltret, « Blutch Touch », BoDoï, no 57,‎ novembre 2002, p. 15.